# 公子将闾
公子将閭（？—前209年），中国秦朝始皇帝、二世皇帝时代的公子。嬴姓。秦始皇之子。
始皇帝死後、幼子胡亥矯遺詔，賜死公子扶蘇，篡位为二世皇帝，首謀趙高为郎中令，专权跋扈，公子将閭兄弟三人被逮捕到宮殿问罪。
二世派使者谕令将闾：“公子不臣，罪当死，吏依法办事。”将闾回答：“阙廷之礼，吾未尝敢不从宾赞也；廊庙之位，吾未尝敢失节也；受命应对，吾未尝敢失辞也。何谓不臣？愿闻罪名再死。”使者说：“臣不得与谋，只是奉书从事。”将闾仰天大呼喊天三次：“天乎！吾无罪！”兄弟三人都流泪，拔剑自杀。